# Dumetovský dům

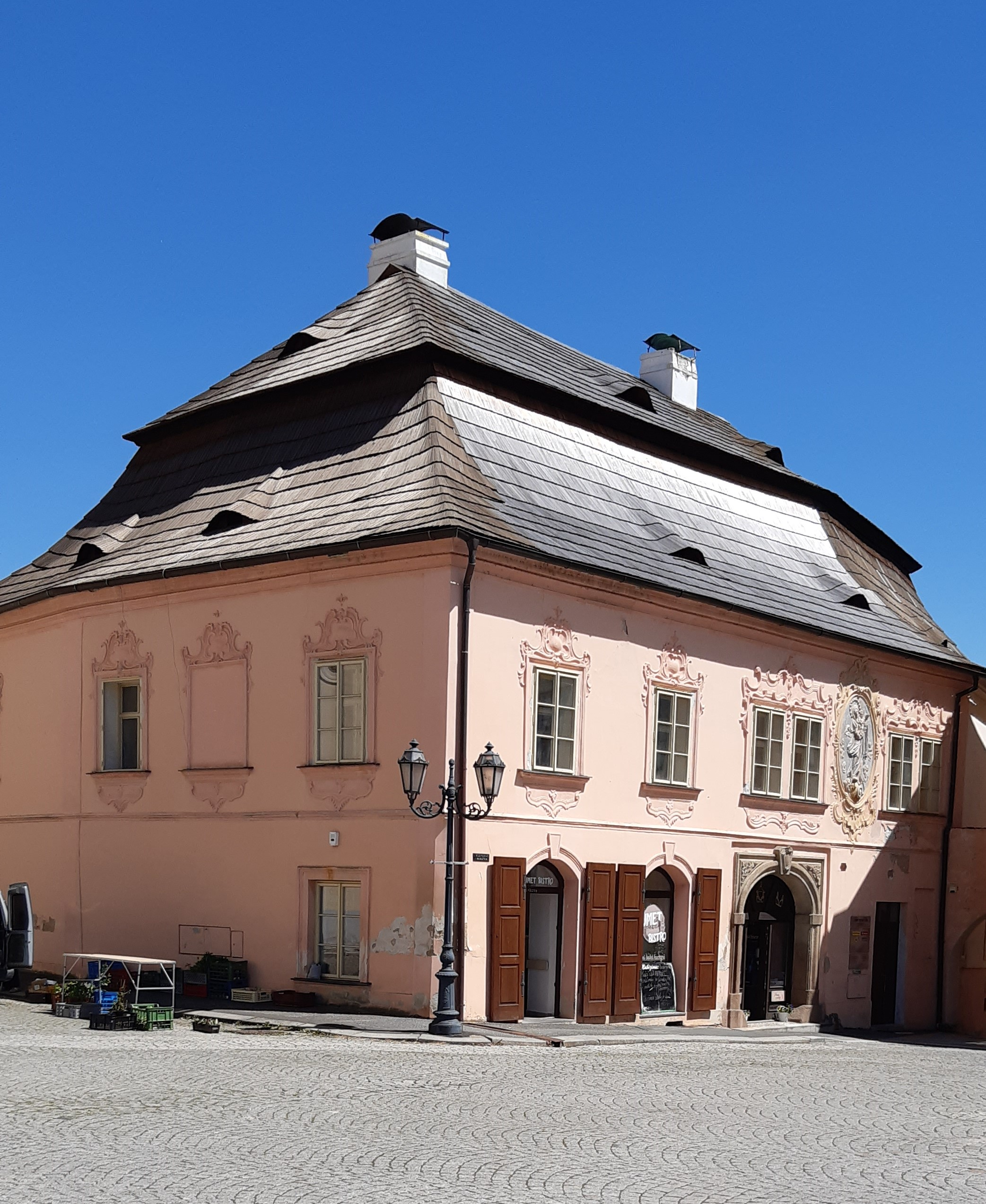
Dumetovský dům čp. 88

Dumetovský dům na Masarykově náměstí čp. 88 v Rokycanech je památkově chráněn od roku 1958.

## Historie domu
Původně gotický dům ze 14. století byl v 16. století zásadně přestaven. V roce 1542 prodal dům prelát kostela u sv. Víta v Praze Šimon Vavřinci Dumetovi za 200 míšenských kop a od té doby se dům nazývá Dumetovský. Dům podědili synové Ondřej a Václav a dcera Regina, která se provdala za Ambrože Havlů a oběma bratrům vyplatila jejich podíly. V roce 1601 prodal Ambroš Havlů dům na úhradu dluhů. V roce 1647 půjčil městu Jan Pernklob 1500 kop zlatých a dům od města dostal jako zástavu, v držení rodu zůstal do konce století (v té době se nazýval dům Pernklobovský.
V roce 1784 postihl město požár, v té době dům vlastnil Jan Markus. Město ho požádalo, aby v domě uvolnil místnost pro školu, protože ta byla zcela požárem zničena.
Ještě v roce 1875 byl dům v držení Markusů, v pozemkové knize je uveden majitel František Markus. Ale již v roce 1894 je uváděn jako majitel advokát JUDr. Hugo Karlík (v domě jeho advokátní kancelář), který byl jednou z nejvýznamnějších osobností města na přelomu 19. a 20. století. Byl od roku 1888 starostou okresu, místostarostou města, prvním předsedou Občanské záložny, předsedou místního sdružení Červeného kříže, čestným členem Sokola, předsedou čtenářského spolku Hálek a aktivní člen zpěváckého spolku Záboj.
Začátkem 20. století byl v přízemí domu obchod s papírem a knihařství rodiny Kraftů. Zakladatelem byl Jan Kraft, obchod podědil syn Gustav (rozšířil o knihkupectví), vnuk Gustav a poslední majitelkou byla Anežka Kraftová.
V roce 1896 dům koupil Emil Veselý a otevřel v domě obchod s kůžemi. Dům dostala věnem jeho dcera provdaná za zubního lékaře MUDr. Václava Císaře, který provozoval v domě zubní ordinaci až do roku 1962.
Současně v domě stále bylo papírnictví (od 1. ledna 1950 ho převzal stát) a od roku 1951 i provozovna družstva Fotografia a v 1. poschodí sídlilo ředitelství Okresního podniku služeb.
Od roku 1990 sídlí v domě postupně prodejna bytových doplňků, inzertní a obchodná agentura, redakce inzertního měsíčníku Tam tam, sázková kancelář Fortuna a jednatelství Hornické pojišťovny Most.

## Architektonický popis
Dům stojí na náměstí proti kostelu Panny Marie Sněžné. Má šest okenních os obrácených k jihu a čtyři k západu. K náměstí je obrácena jižní fasáda domu.[zdroj?]
Je to barokní jednopatrový měšťanský dům původně gotický a renesančně přestavěný. Budova nebyla poničena požárem města v roce 1784, je to nejlépe dochovaný měšťanský dům v Rokycanech s bohatou rokokovou fasádou. Menší dílčí úpravy byly v 19. a ve 20. století.[zdroj?]
Mezi sdruženými okny v 1. poschodí je velká eliptická kartuš s reliéfem esovitě prohnuté Madony nesoucí Ježíška obklopená květinovými ornamenty asi z 2. poloviny 18. století. Madona stojí na půlměsíci na zeměkouli, na které je svinutý had. Po straně Madony jsou okřídlené hlavy andílků. Kolem tváře se Madoně otáčí věnec hvězd. Reliéf je polychromován. Kolem oken je štukový ornament.